# Gordon Plotkin
Gordon David Plotkin, né le 9 septembre 1946 à Glasgow, est un informaticien théoricien britannique.

## Carrière
Gordon Plotkin étudie à l'université de Glasgow et à l'université d'Édimbourg avec un diplôme de Bachelor en 1967 et un doctorat en informatique en 1972 sous la direction de Rodney Burstall (en) avec un travail intitulé Automatic methods of inductive inference. Il devient professeur à Édimbourg, où il crée, avec Burstall et Robin Milner, le Laboratory for Foundations of Computer Science (LFCS).

## Recherche
Il est connu pour avoir introduit le concept de sémantique opérationnelle structurelle (SOS), aussi appelée Small Step Semantics en théorie des langages de programmation. Il travaille également en sémantique dénotationnelle, théorie des types, théorie des domaines et analyse catégorielle, plus généralement en théorie de la démonstration, sémantique des langues naturelles, algèbres de processus et modèles informatiques en biologie et chimie.

## Prix et distinctions
- 1992 : Fellow de la Royal Society
- 2011 : Médaille Blaise-Pascal de l'académie européenne des sciences.
- 2012 : prix Milner de la Royal Society
- 2014 : European Association for Theoretical Computer Science#Prix EATCS Prix EATCS.

Il est Fellow de la Royal Society of Edinburgh, Fellow de la Academia Europaea, et a reçu un Royal Society Wolfson Research Merit Award.

## Travaux (sélection)
- « A structural approach to operational semantics », Journal of Logic and Algebraic Programming, vol. 60-61,‎ 2004, p. 17-139 Réimpression du rapport éponyme du Computer Science Department, Université d'Aarhus, 1981, avec une introduction de Plotkin: « The Origins of Structural Operational Semantics », ibid. pages 3-15.
- (avec John C. Mitchell), « Abstract types have existential type », ACM Transactions on Programming Languages and Systems, vol. 10, no 3,‎ 1988, p. 470-502.
- Martín Abadi, Michael Burrows, Butler Lampson et Gordon Plotkin, « A calculus for access control in distributed systems », ACM Transactions on Programming Languages and Systems, vol. 15, no 4,‎ 1993, p. 706-734 (DOI 10.1145/155183.155225, lire en ligne)

## Article lié
- Anti-unification